# Alois Jakubith
Alois Jakubith (ur. 1913, zm. ?) – niemiecki kapo w obozie koncentracyjnym Flossenbürg i zbrodniarz wojenny.
Więzień, który przebywał w obozie Flossenbürg od 1938 do kwietnia 1945 roku. Pełnił funkcję pomocnika kapo i kapo w kamieniołomach, a także strażnika podczas ewakuacji obozu. Jakubith wielokrotnie katował podległych mu więźniów, nieraz za pomocą kija czy łopaty. Niektóre z jego ofiar zostały trwale okaleczone.
W procesie załogi Flossenbürga (US vs. Friedrich Becker i inni) Jakubith został skazany przez amerykański Trybunał Wojskowy w Dachau na karę dożywotniego pozbawienia wolności.